# JavaServer Faces
JavaServer Faces (JSF) — це каркас вебзастосунків написаний на Java. Він служить для того, щоб полегшувати розробку користувацьких інтерфейсів для Java EE застосунків. На відміну від більшості MVC фреймворків, які керуються запитами, підхід JSF ґрунтується на використанні компонентів. Стан компонентів користувацького інтерфейсу зберігається, коли користувач запитує нову сторінку й потім відновлюється, якщо запит повторюється. Для відображення даних звичайно використовується JSP, але JSF можна пристосувати й під інші технології, наприклад XUL.

## Коротко

### Переваги
- генерація серверної частини інтерфейсу користувача
- базується на компонентах(ніякого HTML)
- наявна обробка подій(event) та станів(states)
- різноманітні view-технології — не тільки HTML та JavaScript
- розробка з урахуванням доступного інструментарію
- наявний стандарт і він включений до Java EE
- рольова модель розробки веб

### Недоліки
- потрібно багато часу для вивчення та освоєння технології
- потребуються потужні обчислювальні можливості серверу

## Детально

### Специфікація
Користь технології JSF обумовлена, в першу чергу, наявністю специфікації JSF. Специфікація дозволяє розробляти JSF фреймворки з різним призначенням та різною внутрішньою структурою. Вона лиш гарантує, що фреймворк буде підпорядкований певній структурі.
Але з іншого боку специфікація дуже обмежує еталонну реалізацію в освоєнні нових можливостей. Тобто наприклад ajax-технології такі як Ajax4JSF включають дуже багато інтеграційного коду який виникає через потребу в узгодженні еталонної реалізації з основними вимогами специфікації. Можна відмітити, що сама специфікація розроблена досить неоднорідно. Плюсами специфікації є: дерево компонентів, підтримка різних технологій представлення(JSP, Facelets), підтримка різноманітних рендерерів — класів, що відповідають за відображення компоненту, підтримка обробки подій і перевіркою інформації, що вводиться, визначення навігації, а також підтримку інтернаціоналізації (і18n) і доступності (accessibility). Але є й недоліки: дуже великий обсяг коду для реалізації ітераційних компонентів, відсутності обробки повідомлень в середині ітераційного компоненту, великий обсяг шаблонного коду, який можна було б опустити, при реалізації власних компонентів(custom component), непродуманість певних архітектурних рішень в специфікації, щодо реалізації ajax, управління станом дерева компонентів, пошуку по дереву компонентів.
Специфікація JSF 1.0 та 1.1 була розроблена завдяки Java Community Process як JSR 127, а JSF 1.2 як JSR 252. Майбутня JSF 2.0 буде розроблена як JSR 314. Сама специфікація не належить до жодної компанії і розроблюється групою експертів з таких відомих компаній як Sun, Oracle, IBM, Novell, Macromedia, BEA Systems, Hewlett-Packard, Siemens AG. Таким чином технологію JSF можна віднести до відкритих стандартів.

### Еталонна реалізація
Група експертів підтримує в актуальному стані еталонну реалізацію(reference implementation) JSF. Це дозволяє, як використовувати її в реальних вебзастосунках, так і розвивати інші реалізації конкурентів. Гарними сферами застосування еталонної реалізації JSF є корпоративні вебсайти, та маленькі вебсайти, на зразок вебмагазину. Для великих вебсайтів з великою кількістю компонентів JSF не підійде. Це обумовлено тим що еталонна реалізація має деякі проблеми, що пов'язанні із надлінійним зменшенням швидкодії при збільшенні компонентного дерева. Різні експерти пов'язують це з непродуманістю підсистеми збереження стану та системи зв'язування компонентів.
За специфікацією реалізація JSF повинна підтримувати багато різноманітних точок розширення, що дозволяють змінити поведінку JSF-застосунку. Такими точкам розширення є: 5 етапів циклу обробки запиту(JSF life cycle), навігаційна логіка(navigation handler), абстрактна система інтерпретації виразів(EL) JSF. Також розробнику вебзастосунків дозволяється розробляти свої компоненти, свої рендерери, валідаційні компоненти, компоненти перетворювачі, будувати дерева компонентів програмним шляхом. Це все свідчить на користь того, що JSF являє собою вельми абстрактну платформу для реалізації різноманітних вебзастосунків, але певні перепони із швидкістю заважають використовувати її в великих вебпроектах, що мають певні вимоги по швидкості виконання запитів.

### Версії JSF
- JSF 1.0 (11.03.2004) — первісний реліз по специфікації JSF
- JSF 1.1 (27.05.2004) — виправлення помилок. Істотних змін немає.
- JSF 1.2 (11.05.2006) — виправлення в ядрі й API, включено в Java EE 5
- JSF 2.0 (28.06.2009) — основний реліз (major release), переглянуто специфікації з урахуванням досвіду розробки, розширено функціональність, покращено продуктивність, включено в Java EE 6.
- JSF 2.1 (22.10.2010) — лише незначні зміни.
- JSF 2.2 (16.04.2013) — Представлені нові концепції, такі як представлення без стану, потік сторінок і можливість створювати стерпні контракти ресурсів.
- JSF 2.3 (28.03.2017) — Основні можливості: пошук виразів, URL без розширень, перевірка bean-компонентів для повних класів, push-повідомлення з використанням WebSocket, поліпшена інтеграція з CDI.

### Реалізації JSF
- MyFaces http://myfaces.apache.org/ [Архівовано 28 червня 2009 у Wayback Machine.]
- Mojarra https://javaserverfaces.github.io/ [Архівовано 28 червня 2019 у Wayback Machine.]
- Sun JSF Reference Implementation https://web.archive.org/web/20070711152101/https://javaserverfaces.dev.java.net/

### Підтримка IDE
- IntelliJ IDEA[2]
- Eclipse JSF Tools Project [Архівовано 7 жовтня 2008 у Wayback Machine.]
- NetBeans Visual Web Pack (недоступний починаючи з NetBeans 6.8[3])

### Бібліотеки компонентів
- PrimeFaces http://www.primefaces.org/ [Архівовано 23 вересня 2011 у Wayback Machine.]
- Tomahawk http://myfaces.apache.org/tomahawk/ [Архівовано 28 травня 2014 у Wayback Machine.]
- Tobago http://myfaces.apache.org/tobago [Архівовано 25 грудня 2007 у Wayback Machine.]
- Trinidad http://myfaces.apache.org/trinidad [Архівовано 24 грудня 2014 у Wayback Machine.]
- ICEfaces http://www.icefaces.org/ [Архівовано 5 липня 2008 у Wayback Machine.]
- RichFaces http://www.richfaces.org/ [Архівовано 29 вересня 2009 у Wayback Machine.]
- Netadvantage http://www.infragistics.com/ [Архівовано 24 грудня 2007 у Wayback Machine.]
- BluePrints https://blueprints.dev.java.net/ajaxcomponents.html%5Bнедоступне+посилання+з+лютого+2019%5D
- JBossRichFaces http://richfaces.jboss.org/ [Архівовано 1 січня 2015 у Wayback Machine.]
- ILOG JSF tools https://web.archive.org/web/20071213161127/http://svdemo01.ilog.com/
- ADF http://www.oracle.com/technetwork/developer-tools/adf/overview/index-092391.html [Архівовано 11 січня 2015 у Wayback Machine.]
- Backbase http://www.backbase.com/ [Архівовано 26 грудня 2007 у Wayback Machine.]
- Simplica http://www.simplica.com/ [Архівовано 26 грудня 2007 у Wayback Machine.]